# Mun (roi de Balhae)
Pour les articles homonymes, voir Mun.
Mun (hangeul : 문왕,  hanja : 文王) est le troisième roi de Balhae, un état du nord-est de l'Asie. C'est celui qui a régné le plus longtemps, entre 737 et 793. 
Du temps de Balhae, il était appelé Daeheung Boryeok Hyogam Geumryun Seongbeop Daewang (대흥보력효감금륜성법대왕, 大興寶曆孝感金輪聖法大王), Gadokbu (가독부, 可毒夫), Seongwang (성왕, 聖王) et Giha (기하, 基下). Son nom de naissance est Tae Hummu (대흠무, 大欽茂).

## Règne
Mun succède à son père, le roi Mu, en 737 à la mort de ce dernier. Il a renforcé les liaisons diplomatiques avec la Chine des Tang et de nombreux lettrés de Balhae sont partis parfaire leurs études en Chine, agrandissant ainsi l'influence du bouddhisme et du confucianisme sur l'administration de Balhae. Il a aussi intensifié les relations  avec le royaume coréen de Silla et le Japon.
Il a déplacé plusieurs fois sa capitale (Sanggyeong et Donggyeong) et a renforcé le pouvoir central sur différentes tribus du royaume. Il a autorisé la création du jujagam, l'académie nationale, en reprenant le modèle des Tang.
Les mausolées de deux de ses filles, Chonghyo et Zhenhui ont été retrouvés à Helong et à Dunhua.